# Wandella murrayensis
Espèce
Wandella murrayensis est une espèce d'araignées aranéomorphes de la famille des Filistatidae.

## Distribution
Cette espèce est endémique d'Australie. Elle se rencontre dans le Sud-Est de l'Australie-Méridionale, au Victoria et dans le Sud de la Nouvelle-Galles du Sud. Elle a été introduite en Australie-Occidentale.

## Description
Les mâles mesurent de 2,9 à 3,5 mm et les femelles de 3,8 à 5,2 mm.

## Étymologie
Son nom d'espèce, composé de murray et du suffixe latin -ensis, « qui vit dans, qui habite », lui a été donné en référence au lieu de sa découverte, le Murray River district.

## Publication originale
- Gray, 1994 : A review of the filistatid spiders (Araneae: Filistatidae) of Australia. Records of the Australian Museum, vol. 46, no 1, p. 39-61 (texte intégral).